# Emmanuel Clérico

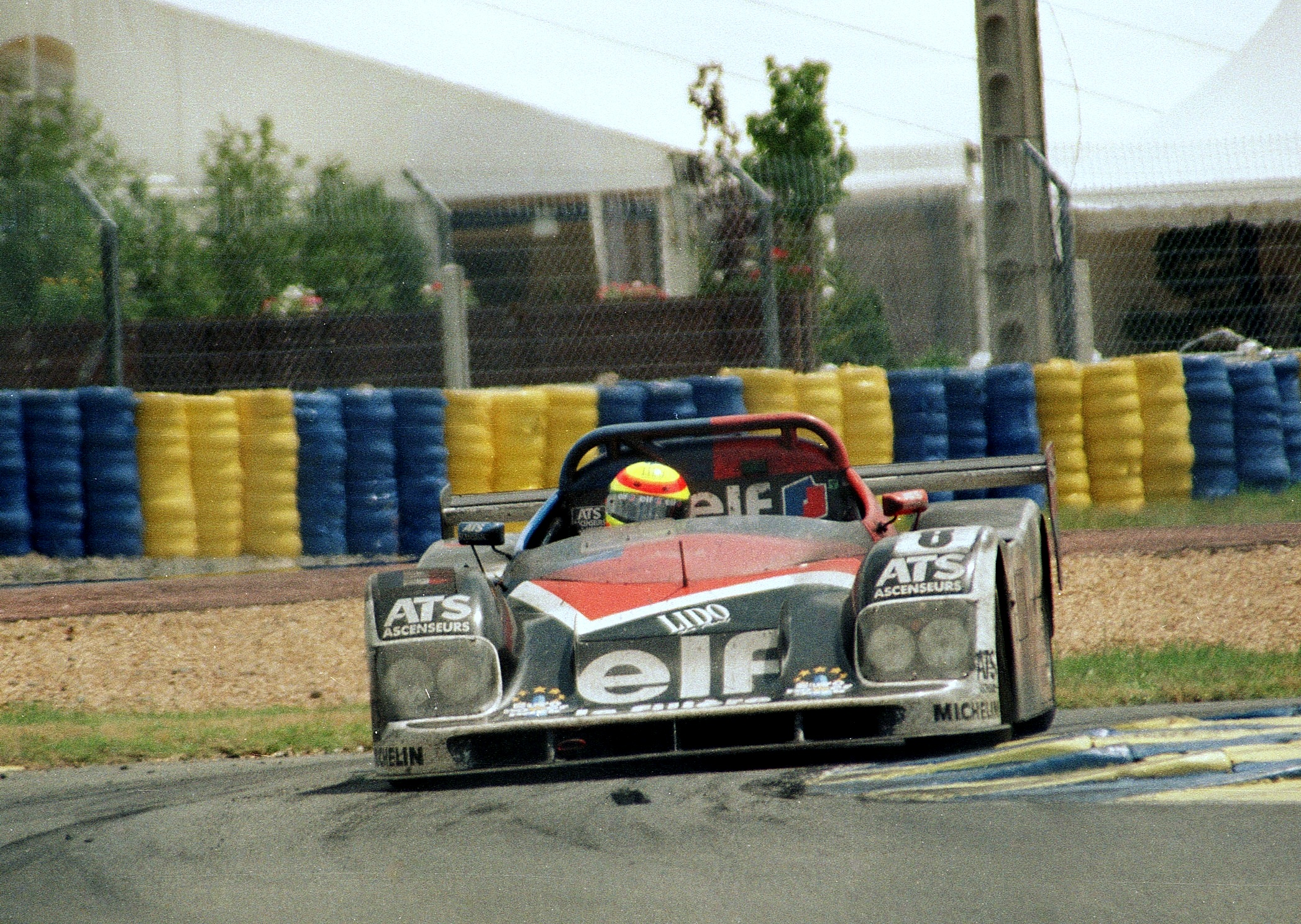
Emmanuel Clérico im Courage C36 beim 24-Stunden-Rennen von Le Mans 1997

Emmanuel Clérico (* 30. Dezember 1969 in Paris) ist ein ehemaliger französischer Autorennfahrer.

## Karriere im Motorsport
Emmanuel Clérico begann seine Karriere in der französischen Formel-Renault-Meisterschaft und beendete die Saison 1991 hinter Olivier Couvreur, Christophe Tinseau und Pierre Derode als Gesamtvierter. 1992 folgte mit der Vizemeisterschaft hinter Franck Lagorce der erfolgreiche Wechsel in die Französische Formel-3-Meisterschaft. Clérico blieb 1993 ein weiteres Jahr in der Formel 3 und wurde 1994 Testfahrer im Larrousse-Formel-1-Team. Mit nur geringem Erfolg fuhr er in diesem Jahr in der Internationalen Formel-3000-Meisterschaft.
1995 begann er mit dem Sportwagensport und verließ Ende des Jahres nach einem weiteren Testfahrervertrag bei Larrousse und einem fünften Endrang in der Formel 3000 sowie einigen Rennen in der Formel 3 1996 die Monopostoszene. 1995 gab er sein Debüt beim 24-Stunden-Rennen von Le Mans, wo er bis zum Ende seiner aktiven Karriere 2004 insgesamt sechsmal am Start war. Die beste Platzierung im Schlussklassement erreichte er im Jahr 2000, als er Gesamtvierter wurde. Mit den Partnern Olivier Grouillard und Sébastien Bourdais musste er sich im von Henri Pescarolo gemeldeten Courage C52 nur den drei überlegenen Werks-Audi R8 geschlagen geben. 1997 wurde er Gesamtsiebter und erreichte damit ein zweites Mal ein Endresultat unter den ersten zehn der Wertung.
2001 wurde er Gesamtdritter in der französischen GT-Meisterschaft und beendete in dieser Rennserie 2004 seine Karriere. Insgesamt bestritt er 60 GT- und Sportwagenrennen, dabei konnte er eines gewinnen und war acht Mal unter den ersten drei platziert. Seinen einzigen Sieg feierte er beim 3-Stunden-Rennen von Homestead 1999, einem Wertungslauf der FIA-GT-Meisterschaft 1999.

## Statistik

### Le-Mans-Ergebnisse
| Jahr | Team                 | Fahrzeug             | Teamkollege         | Teamkollege          | Platzierung     | Ausfallgrund |
| ---- | -------------------- | -------------------- | ------------------- | -------------------- | --------------- | ------------ |
| 1995 | BBA Compétition      | Venturi 600LM        | Laurent Lécuyer     | Bernard Chauvin      | Ausfall         | Wagenbrand   |
| 1997 | La Filière Elf       | Courage C36          | Henri Pescarolo     | Jean-Philippe Belloc | Rang 7          |              |
| 1999 | Paul Belmondo Racing | Chrysler Viper GTS-R | Jean-Claude Lagniez | Guy Martinolle       | Rang 16         |              |
| 2000 | Pescarolo Sport      | Courage C52          | Olivier Grouillard  | Sébastien Bourdais   | Rang 4          |              |
| 2001 | Pescarolo Sport      | Courage C60          | Didier Cottaz       | Boris Derichebourg   | Ausfall         | Unfall       |
| 2002 | DAMS                 | Lola B98/10          | Philippe Gache      | Michel Neugarten     | nicht klassiert |              |